# Jels Sogn
Jels Sogn er et sogn i Malt Provsti (Ribe Stift).
Jels Sogn hørte til Gram Herred i Haderslev Amt. Jels sognekommune blev ved kommunalreformen i 1970 indlemmet i Rødding Kommune, der ved strukturreformen i 2007 indgik i Vejen Kommune.
I Jels Sogn ligger Jels Kirke.
I sognet findes følgende autoriserede stednavne:
- Agentoft (landbrugsejendom)
- Barsbøl Mark (bebyggelse)
- Barsbøl Skov (areal)
- Farris (bebyggelse)
- Grønnebæk (bebyggelse, ejerlav)
- Grønnebæk Mark (bebyggelse)
- Haraldsholm (landbrugsejendom)
- Haraldsholm Skov (areal)
- Hennekesdam (bebyggelse)
- Jels (bebyggelse, ejerlav)
- Jels Troldkær (bebyggelse)
- Jelsskov (bebyggelse)
- Klaskeroj (areal)
- Klovtoft (bebyggelse)
- Midtsø (vandareal)
- Nedersø (vandareal)
- Over Jels (bebyggelse)
- Oversø (vandareal)
- Ravngårde (bebyggelse)
- Store Barsbøl (landbrugsejendom)

## Afstemningsresultat
Folkeafstemningen ved Genforeningen i 1920 gav i Jels Sogn 788 stemmer for Danmark, 147 for Tyskland. Af vælgerne var 254 tilrejst fra Danmark, 71 fra Tyskland. 